# Ligne d'Haapamäki à Seinäjoki
La ligne d'Haapamäki à Seinäjoki (finnois : Haapamäki–Seinäjoki-rata) est une ligne de chemin de fer, à voie unique, du réseau de chemin de fer finlandais qui relie les villes d'Haapamäki et Seinäjoki en Finlande.

## Infrastructure

### Ligne
C'est une ligne non électrifiée, à voie unique à écartement russe, longue de 117,8 km. 

### Gares et haltes
Gares voyageurs en service : Seinäjoki, Alavus, Tuuri, Ähtäri, Myllymäki, Pihlajavesi et Haapamäki.